# 殖民帝国勋章
殖民帝国勋章(葡萄牙语:Ordem do Imperio Colonial)是葡萄牙的一种勋章，于1932年4月13日设立，是一项授予骑士爵位的殖民地勋章，用以奖励在亚洲和非洲葡萄牙殖民地的士兵和平民所做出的贡献。
该勋章包括五个勋位等级:
- 大十字勋位，徽章戴在右肩上的饰带上，左胸前的饰带上有一颗星星;
- 大军官勋位，徽章戴在领口上，左胸前的饰带上有一颗星星;
- 高等骑士勋位，徽章戴在领口上，左胸前的饰带上有一颗星星;
- 军官勋位，徽章别在一饰带上，左胸前别着玫瑰花结;
- 骑士勋位，徽章系在左胸前的饰带上。

高等骑士勋位在20世纪60年代的某个时候被取消，并且殖民帝国徽章在1974年的康乃馨革命后被废止。
| 殖民帝国勋章的饰带 | 殖民帝国勋章的饰带 | 殖民帝国勋章的饰带 | 殖民帝国勋章的饰带 | 殖民帝国勋章的饰带 |
| ------------------ | ------------------ | ------------------ | ------------------ | ------------------ |
| 大十字勋位         | 大军官勋位         | 高等骑士勋位       | 军官勋位           | 骑士勋位           |

## 徽章
徽章是一枚葡萄牙十字勋章，骑士勋位为银质勋章，更高勋位的徽章为镀金勋章，中间镶嵌着葡萄牙的小盾徽，盾徽为珐琅镀金。
星星是一颗八角多面星，大十字勋位和大军官勋位是镀金的，高等骑士勋位是银色的，正中间是徽章。
徽章的饰带是红色的，中间和边缘有黑色的条纹。

## 知名受勋者
- 艾萨·德·克罗兹
- 安东尼奥·德·奥利维拉·萨拉查

大十字勋位：
- 英王乔治五世
- 肯特公爵乔治亲王
- 莫桑比克公司[1]